# Festival di Berlino 2019

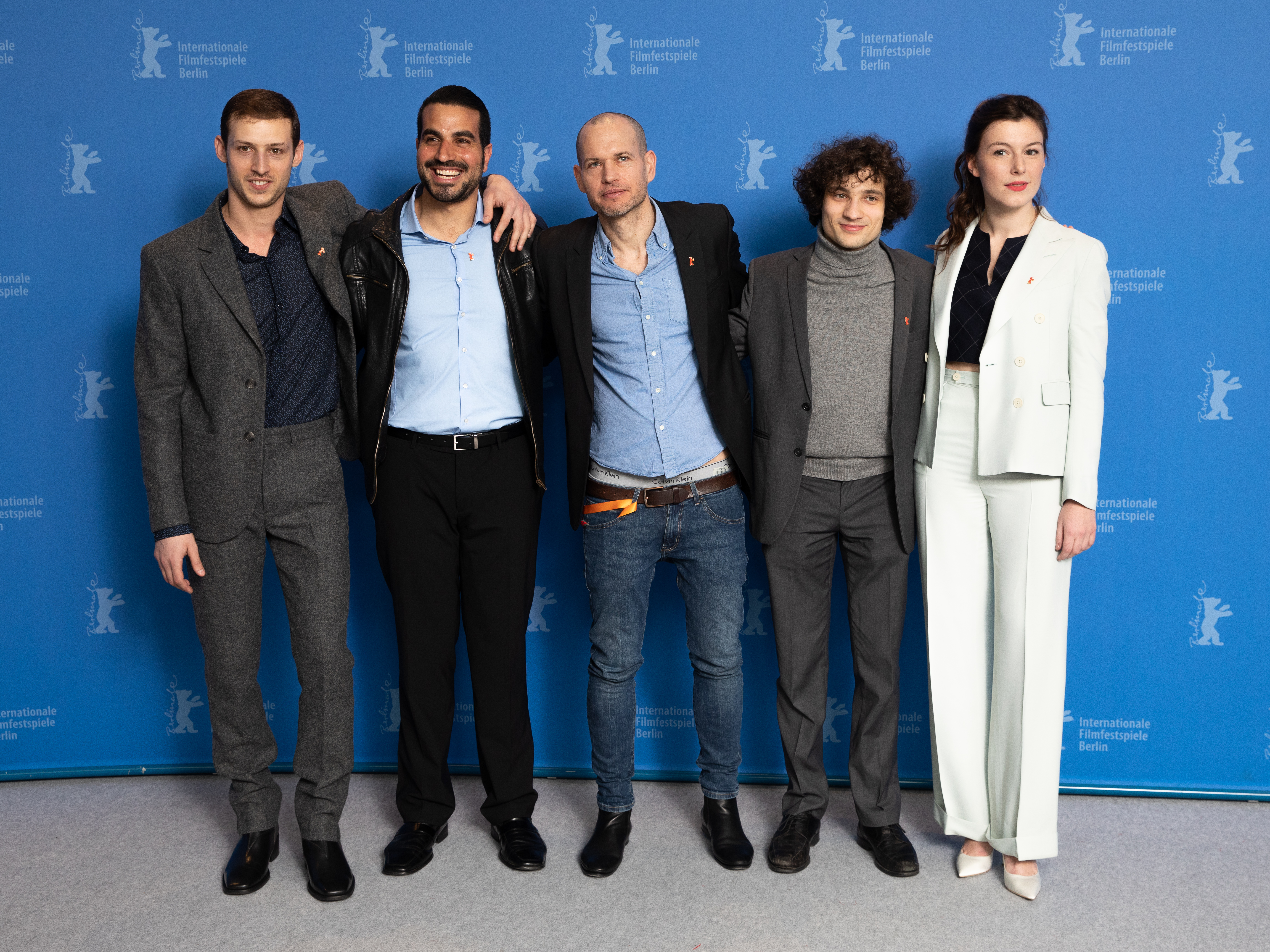
Il regista Nadav Lapid (al centro) con il cast del film vincitore dell'Orso d'oro.

La 69ª edizione del Festival internazionale del cinema di Berlino si è svolta a Berlino dal 7 al 17 febbraio 2019, con il Theater am Potsdamer Platz come sede principale. Direttore del festival è stato per il diciottesimo e ultimo anno Dieter Kosslick.
L'Orso d'oro è stato assegnato al film Synonymes del regista israeliano Nadav Lapid.
L'Orso d'oro alla carriera è stato assegnato all'attrice Charlotte Rampling, alla quale è stata dedicata la sezione "Homage", mentre la Berlinale Kamera è stata assegnata alla regista e sceneggiatrice Agnès Varda, al regista Herrmann Zschoche, all'attore e regista Wieland Speck e a Sandra Schulberg, fondatrice dell'Independent Filmmaker Project di New York.
Il festival è stato aperto dal film in concorso Voglia di gentilezza di Lone Scherfig.
La retrospettiva di questa edizione, intitolata "Self-determined. Perspectives of Women Filmmakers", è stata dedicata ad alcune delle registe attive in Germania tra il 1968 e il 1999, tra cui Margarethe von Trotta, Katja von Garnier, Ulrike Ottinger e Helma Sanders-Brahms.

## Giurie

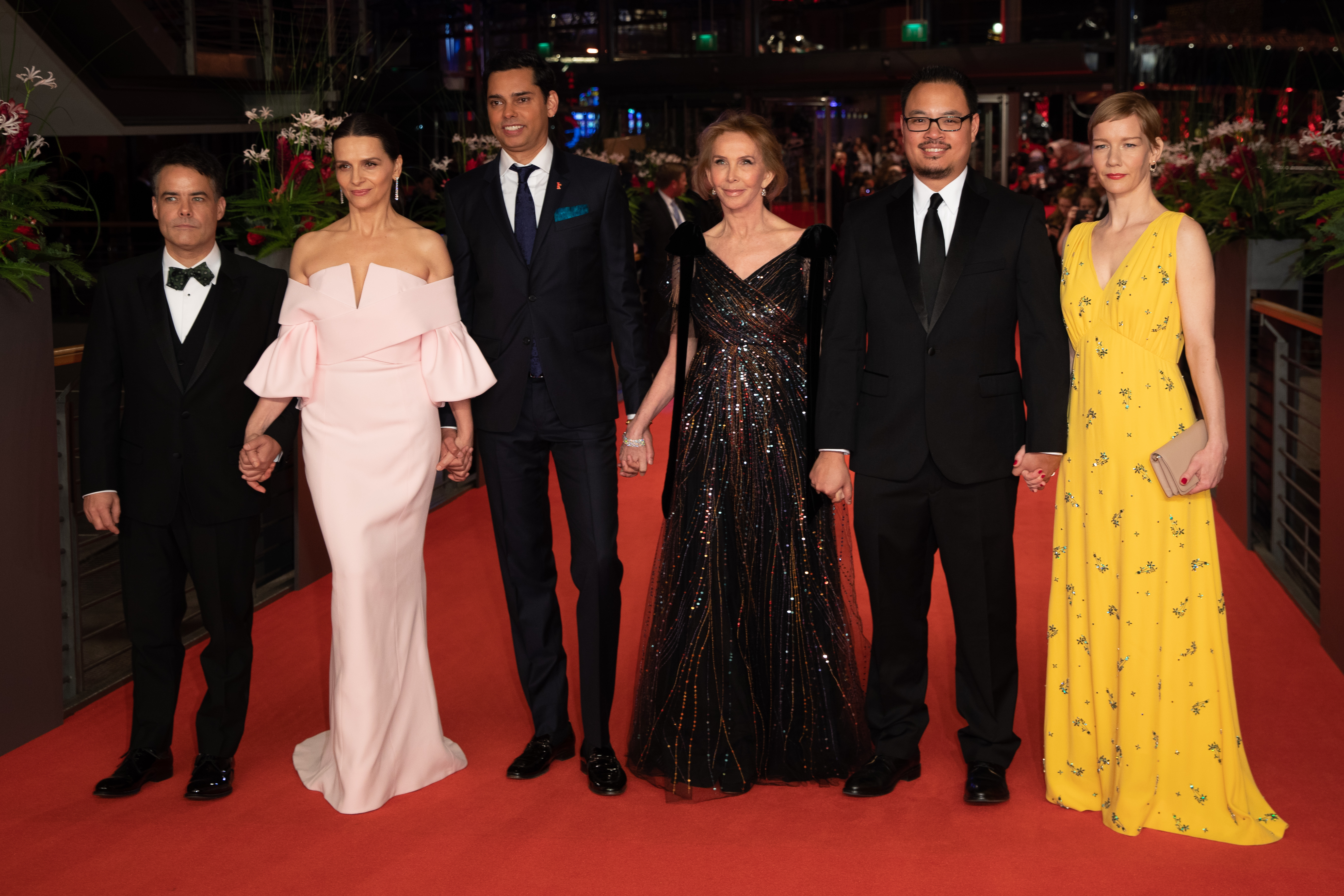
La giuria internazionale. Da sinistra: Sebastián Lelio, Juliette Binoche, Rajendra Roy, Trudie Styler, Justin Chang e Sandra Hüller.

### Giuria internazionale
- Juliette Binoche, attrice (Francia) - Presidente di giuria[6]
- Justin Chang, giornalista e critico cinematografico (Stati Uniti)
- Sandra Hüller, attrice (Germania)
- Sebastián Lelio, regista e sceneggiatore (Cile)
- Rajendra Roy, capo curatore del MoMA di New York (Stati Uniti)
- Trudie Styler, attrice e produttrice (Regno Unito)

### Giuria "Opera prima"
- Katja Eichinger, giornalista e scrittrice (Germania)[6]
- Alain Gomis, regista e sceneggiatore (Francia)
- Vivian Qu, regista, sceneggiatrice e produttrice (Cina)

### Giuria "Documentari"
- Maria Bonsanti, direttrice di Eurodoc (Italia)[6]
- Gregory Nava, regista, sceneggiatore e produttore (Stati Uniti)
- Maria Ramos, regista (Brasile)

### Giuria "Cortometraggi"
- Koyo Kouoh, direttrice del centro artistico RAW Material Company (Camerun)[6]
- Jeffrey Bowers, curatore di Vimeo (Stati Uniti)
- Vanja Kaludjercic, direttrice acquisti di MUBI (Croazia)

### Giurie "Generation"

#### Kinderjury/Jugendjury
Gli Orsi di cristallo sono stati assegnati da due giurie nazionali, la Kinderjury per la sezione "Kplus" e la Jugendjury per la sezione "14plus", composte rispettivamente da undici membri di 11-14 anni e sette membri di 14-18 anni selezionati dalla direzione del festival attraverso questionari inviati l'anno precedente.

#### Giurie internazionali
Nelle sezioni "Kplus" e  "14plus", il Grand Prix e lo Special Prize sono stati assegnati da due giurie internazionali composte, rispettivamente, dalla regista e sceneggiatrice Kamila Andini (Indonesia), l'attrice Tilda Cobham-Hervey (Australia) e Jerzy Moszkowicz (Polonia), direttore del Children's Art Center di Poznań, e dalla regista e sceneggiatrice Nanouk Leopold (Paesi Bassi), la filmmaker Pascal Plante (Canada) e la sceneggiatrice Maria Solrun (Islanda).

## Selezione ufficiale

### In concorso
- Der Boden unter den Füssen, regia di Marie Kreutzer (Austria)
- Dìjiǔtiāncháng, regia di Wang Xiaoshuai (Cina)
- Dio è donna e si chiama Petrunya (Gospod postoi, imeto i' e Petrunija), regia di Teona Strugar Mitevska (Repubblica di Macedonia, Belgio, Francia, Croazia, Slovenia)
- Elisa e Marcela (Elisa y Marcela), regia di Isabel Coixet (Spagna)
- Grazie a Dio (Grâce à Dieu), regia di François Ozon (Francia)
- Ich war zuhause, aber, regia di Angela Schanelec (Germania, Serbia)
- Voglia di gentilezza (The Kindness of Strangers), regia di Lone Scherfig (Danimarca, Canada, Svezia, Francia, Germania)
- Kiz Kardesler, regia di Emin Alper (Turchia, Germania, Paesi Bassi, Grecia)
- Il mostro di St. Pauli (Der goldene Handschuh), regia di Fatih Akın (Germania, Francia)
- L'ombra di Stalin (Mr. Jones), regia di Agnieszka Holland (Polonia, Regno Unito, Ucraina)
- Öndög, regia di Quan'an Wang (Mongolia)
- Out Stealing Horses - Il passato ritorna (Ut og stjæle hester), regia di Hans Petter Moland (Norvegia, Svezia, Danimarca)
- La paranza dei bambini, regia di Claudio Giovannesi (Italia)
- Répertoire des villes disparues, regia di Denis Côté (Canada)
- Synonymes, regia di Nadav Lapid (Francia, Germania, Israele)
- Systemsprenger, regia di Nora Fingscheidt (Germania)

#### Fuori concorso
- L'Adieu à la nuit, regia di André Téchiné (Francia, Germania)
- Amazing Grace, regia di Sydney Pollack (USA)
- Hero (Yīngxióng), regia di Zhang Yimou (Cina)[7]
- Marighella, regia di Wagner Moura (Brasile)
- The Operative - Sotto copertura (The Operative), regia di Yuval Adler (Germania, Israele, Francia, USA)
- Varda par Agnès, regia di Agnès Varda (Francia)
- Vice - L'uomo nell'ombra (Vice), regia di Adam McKay (USA)

### Cortometraggi
- All on a Mardi Gras Day, regia di Michal Pietrzyk (USA)
- Blue Boy, regia di Manuel Abramovich (Argentina, Germania)
- Can't You See Them? - Repeat., regia di Clarissa Thieme (Bosnia Erzegovina, Germania)
- Entropia, regia di Flóra Anna Buda (Ungheria)
- Flexible Bodies, regia di Louis Fried (Germania)
- Héctor, regia di Victoria Giesen Carvajal (Cile)
- How to Breathe in Kern County, regia di Chris Filippone (USA)
- It Has to Be Lived Once and Dreamed Twice, regia di Rainer Kohlberger (Germania, Austria)
- Kingdom, regia di Wei Keong Tan (Singapore)
- Leyenda dorada, regia di Chema García Ibarra e Ion De Sosa (Spagna)
- Lidérc úr, regia di Luca Toth (Ungheria, Francia)
- Mot Khu Dat Tot, regia di Pham Ngoc Lan (Vietnam)
- Në Mes, regia di Samir Karahoda (Kosovo)
- Omarska, regia di Varun Sasindran (Francia)
- Past Perfect, regia di Jorge Jácome (Portogallo)
- Prendre feu, regia di Michaël Soyez (Francia)
- Rang Mahal, regia di Prantik Basu (India)
- Rise, regia di Bárbara Wagner e Benjamin de Burca (Brasile, Canada, USA)
- Shakti, regia di Martín Rejtman (Argentina, Cile)
- The Spirit Keepers of Makuta'ay, regia di Lin Yen-chao (Canada)
- Splash, regia di Shen Jie (Cina)
- Suc de sindria, regia di Irene Moray (Spagna)
- Umbra, regia di Florian Fischer e Johannes Krell (Germania)
- Welt an Bord, regia di Eva Könnemann (Germania)

#### Fuori concorso
- Crvene gumene cizme, regia di Jasmila Žbanić (Bosnia Erzegovina)
- Al Mahatta, regia di Eltayeb Mahdi (Sudan)

### Berlinale Special
- Antropocene - L'epoca umana (Anthropocene: The Human Epoch), regia di Jennifer Baichwal, Edward Burtynsky e Nicholas de Pencier (Canada)
- Brecht, regia di Heinrich Breloer (Germania, Austria, Repubblica Ceca)
- Il mio profilo migliore (Celle que vous croyez), regia di Safy Nebbou (Francia)
- Es hätte schlimmer kommen können - Mario Adorf, regia di Dominik Wessely (Germania)
- Gully Boy, regia di Zoya Akhtar (India)
- Lampenfieber, regia di Alice Agneskirchner (Germania)
- Das Mädchen aus dem Fahrstuhl, regia di Herrmann Zschoche (Germania Est)
- El Norte, regia di Gregory Nava (Regno Unito, USA)
- Peter Lindbergh - Women Stories, regia di Jean Michel Vecchiet (Germania)
- Photograph, regia di Ritesh Batra (India, Germania, USA)
- Il ragazzo che catturò il vento (The Boy Who Harnessed the Wind), regia di Chiwetel Ejiofor (Regno Unito)
- Watergate, regia di Charles Ferguson (USA)
- Weil du nur einmal lebst - Die Toten Hosen auf Tour, regia di Cordula Kablitz-Post e Paul Dugdale (Germania)

#### Berlinale Series
- 8 giorni alla fine (8 Tage), regia di Michael Krummenacher e Stefan Ruzowitzky (Germania)
- Bedrag - 3ª stagione, regia di Søren Balle (Danimarca)
- False Flag - 2ª stagione, regia di Oded Ruskin (Israele)
- Hanna, regia di Sarah Adina Smith (USA)
- Il était une seconde fois, regia di Guillaume Nicloux (Francia)
- M - Eine Stadt sucht einen Mörder, regia di David Schalko (Austria, Germania)
- Quicksand (Störst av allt), regia di Per-Olav Sørensen (Svezia)

Sono stati proiettati i primi due episodi di ogni serie in programma, ad eccezione della miniserie Il était une seconde fois che è stata mostrata interamente.

Quelli riportati sono i registi degli episodi proiettati

### Panorama
- 37 Seconds, regia di HIKARI (Giappone)
- All My Loving, regia di Edward Berger (Germania)
- La Arrancada, regia di Aldemar Matias (Francia, Cuba, Brasile)
- Der Atem, regia di Uli M Schueppel (Germania)
- Breve historia del planeta verde, regia di Santiago Loza (Argentina, Germania, Brasile, Spagna)
- Buoyancy, regia di Rodd Rathjen (Australia)
- Il corpo della sposa (Flesh Out), regia di Michela Occhipinti (Italia)
- Dafne, regia di Federico Bondi (Italia)
- The Day After I'm Gone, regia di Nimrod Eldar (Israele)
- Divino Amor, regia di Gabriel Mascaro (Brasile, Uruguay, Cile, Danimarca, Norvegia, Svezia)
- A Dog Barking at the Moon, regia di Zi Xiang (Cina, Spagna)
- A Dog Called Money, regia di Seamus Murphy (Irlanda, Regno Unito)
- Estou Me Guardando Para Quando O Carnaval Chegar, regia di Marcelo Gomes (Brasile)
- Eynayim Sheli, regia di Yaron Shani (Israele, Germania)
- La fiera y la fiesta, regia di Laura Amelia Guzmán e Israel Cárdenas (Repubblica Dominicana, Argentina, Messico)
- Flatland, regia di Jenna Bass (Sudafrica, Germania, Lussemburgo)
- Greta, regia di Armando Praça (Brasile)
- Hellhole, regia di Bas Devos (Belgio, Paesi Bassi)
- Jessica Forever, regia di Caroline Poggi e Jonathan Vinel (Francia)
- Kislota, regia di Alexander Gorchilin (Russia)
- Lemebel, regia di Joanna Reposi Garibaldi (Cile, Colombia)
- Light of My Life, regia di Casey Affleck (USA)
- The Love Trilogy: Chained, regia di Yaron Shani (Israele)
- Mid90s, regia di Jonah Hill (USA)
- Midnight Traveler, regia di Hassan Fazili (USA, Regno Unito, Qatar, Canada)
- Los miembros de la familia, regia di Mateo Bendesky (Argentina)
- The Miracle of the Sargasso Sea, regia di Syllas Tzoumerkas (Grecia, Germania, Paesi Bassi, Svezia)
- Monos - Un gioco da ragazzi (Monos), regia di Alejandro Landes (Colombia, Argentina, Paesi Bassi, Germania, Svezia, Uruguay, USA)
- Normal, regia di Adele Tulli (Italia, Svezia)
- O Beautiful Night, regia di Xaver Böhm (Germania)
- Šavovi, regia di Miroslav Terzić (Serbia, Slovenia, Croazia, Bosnia Erzegovina)
- Schönheit & Vergänglichkeit, regia di Annekatrin Hendel (Germania)
- Searching Eva, regia di Pia Hellenthal (Germania)
- Selfie, regia di Agostino Ferrente (Francia, Italia)
- Serendipity, regia di Prune Nourry (USA)
- The Shadowplay, regia di Ye Lou (Cina)
- Shooting the Mafia, regia di Kim Longinotto (Irlanda, USA)
- Sie nannten ihn Amigo, regia di Heiner Carow (Germania Est)
- Skin, regia di Guy Nattiv (USA)
- The Souvenir, regia di Joanna Hogg (Regno Unito)
- Staff Only, regia di Neus Ballús (Spagna, Francia)
- Système K, regia di Renaud Barret (Francia)
- Talking About Trees, regia di Suhaib Gasmelbari (Francia, Sudan, Germania, Ciad, Qatar)
- Temblores, regia di Jayro Bustamante (Guatemala, Francia, Lussemburgo)
- Western Arabs, regia di Omar Shargawi (Danimarca, Paesi Bassi)
- What She Said: The Art of Pauline Kael, regia di Rob Garver (USA)
- Woo Sang, regia di Lee Su-jin (Corea del Sud)

Panorama 40
- The Attendant, regia di Isaac Julien (Regno Unito)
- A Bitter Message of Hopeless Grief, regia di Jon Reiss (USA)
- Blue Diary, regia di Jenni Olson (USA)
- Buddies, regia di Arthur J. Bressan Jr. (USA)
- Bungalow, regia di Ulrich Köhler (Germania)
- Daddy and the Muscle Academy, regia di Ilppo Pohjola (Finlandia)
- Fear of Disclosure, regia di David Wojnarowicz e Phil Zwickler (USA)
- Das Geräusch rascher Erlösung, regia di Wieland Speck (Germania Ovest)
- Girl from Moush, regia di Gariné Torossian (Canada)
- Jean Genet Is Dead, regia di Constantine Giannaris (Regno Unito, Grecia)
- Lady Chatterley, regia di Pascale Ferran (Francia, Belgio)
- The Making of Monsters, regia di John Greyson (Canada)
- M.A. Numminen Sings Wittgenstein, regia di Claes Olsson (Finlandia)
- The Man Who Drove with Mandela, regia di Greta Schiller (Regno Unito, Sudafrica, USA, Paesi Bassi)
- Max, regia di Monika Treut (Germania)
- La mia vita a quattro zampe (Mitt liv som hund), regia di Lasse Hallström (Svezia)
- Mysterion, regia di Pirjo Honkasalo (Finlandia)
- Notti selvagge (Les Nuits fauves), regia di Cyril Collard (Francia, Italia)
- Qīngshàonián Nézhā, regia di Tsai Ming-liang (Taiwan)
- Self-Portrait in 23 Rounds: a Chapter in David Wojnarowicz's Life, 1989–1991, regia di Marion Scemama (Francia)
- Split - William to Chrysis. Portrait of a Drag Queen, regia di Ellen Fisher Turk e Andrew Weeks (USA)
- Sto dney do prikaza, regia di Hussein Erkenov (Russia)
- Welcome to the Dome, regia di Jochen Hick (Germania)
- Ye, regia di Zhou Hao (Cina)

### Forum
- About Some Meaningless Events, regia di Mostafa Derkaoui (Marocco)
- African Mirror, regia di Mischa Hedinger (Svizzera)
- Aidiyet, regia di Burak Çevik (Turchia, Canada, Francia)
- Baba, regia di Juwansher Haidary (Afghanistan)
- Bait, regia di Mark Jenkin (Regno Unito)
- Breathless Animals, regia di Lei Lei (USA)
- Chão, regia di Camila Freitas (Brasile)
- Chun nuan hua kai, regia di Ivan Marković e Wu Linfeng (Germania, Cina, Serbia)
- Delphine et Carole, insoumuses, regia di Callisto McNulty (Francia, Svizzera)
- Demons, regia di Daniel Hui (Singapore)
- El despertar de las hormigas, regia di Antonella Sudasassi (Costa Rica, Spagna)
- Egaro Mile, regia di Ruchir Joshi (India)
- Erde, regia di Nikolaus Geyrhalter (Austria)
- Fern von uns, regia di Verena Kuri e Laura Bierbrauer (Argentina)
- Fortschritt im Tal der Ahnungslosen, regia di Florian Kunert (Germania)
- Fourteen, regia di Dan Sallitt (USA)
- Fukuoka, regia di Zhang Lu (Corea del Sud, Giappone)
- The Garden, regia di Derek Jarman (Regno Unito)
- Hamaseh ishq, regia di Latif Ahmadi (Afghanistan)
- Heimat ist ein Raum aus Zeit, regia di Thomas Heise (Germania, Austria)
- Khan-e tarikh, regia di Qader Tahiri (Afghanistan)
- Khartoum Offside, regia di Marwa Zein (Sudan, Norvegia, Danimarca)
- Kimi no tori wa utaeru, regia di Shō Miyake (Giappone)
- Die Kinder der Toten, regia di Kelly Copper e Pavol Liska (Austria)
- Lapü, regia di César Alejandro Jaimes e Juan Pablo Polanco (Colombia)
- The Last To See Them Alive, regia di Sara Summa (Germania)
- Leakage, regia di Suzan Iravanian (Iran, Repubblica Ceca)
- Malchik russkiy, regia di Alexander Zolotukhin (Russia)
- Man you, regia di Xin Zhu (Cina)
- Maso et Miso vont en bateau, regia di Nadja Ringart, Carole Roussopoulos, Delphine Seyrig, Ioana Wieder (Francia)
- Monsters, regia di Marius Olteanu (Romania)
- Mother, I Am Suffocating. This Is My Last Film About You, regia di Lemohang Jeremiah Mosese (Lesotho)
- MS Slavic 7, regia di Sofia Bohdanowicz e Deragh Campbell (Canada)
- Ne croyez surtout pas que je hurle, regia di Frank Beauvais (Francia)
- Nos défaites, regia di Jean-Gabriel Périot (Francia)
- Nuestra voz de tierra, memoria y futuro, regia di Marta Rodríguez e Jorge Silva (Colombia)
- Olanda, regia di Bernd Schoch (Germania)
- The Plagiarists, regia di Peter Parlow (USA)
- A Portuguesa, regia di Rita Azevedo Gomes (Portogallo)
- Querência, regia di Helvécio Marins Jr. (Brasile, Germania)
- Retrospekt, regia di Esther Rots (Paesi Bassi, Belgio)
- A Rosa Azul de Novalis, regia di Rodrigo Carneiro e Gustavo Vinagre (Brasile)
- Une rose ouverte / Warda, regia di Ghassan Salhab (Libano)
- Satantango (Sátántangó), regia di Béla Tarr (Ungheria, Svizzera, Germania)
- Say Amen, Somebody, regia di George T. Nierenberg (USA)
- Scum Manifesto, regia di Carole Roussopoulos e Delphine Seyrig (Francia)
- The Second Journey (To Uluru), regia di Arthur e Corinne Cantrill (Australia)
- Serpentário, regia di Carlos Conceição (Angola, Portogallo)
- Sois belle et tais-toi, regia di Delphine Seyrig (Francia)
- So Pretty, regia di Jessie Jeffrey Dunn Rovinelli (USA, Francia)
- The Stone Speakers, regia di Igor Drljača (Canada, Bosnia Erzegovina)
- Variety, regia di Bette Gordon (Regno Unito, Germania Ovest, USA)
- Weitermachen Sanssouci, regia di Max Linz (Germania)
- What We Left Unfinished, regia di Mariam Ghani (Afghanistan, Qatar, USA)
- Years of Construction, regia di Heinz Emigholz (Germania)

Forum Expanded
- Al Habil, regia di Ibrahim Shaddad (Sudan)
- DADDA - Poodle House Saloon, regia di Paul e Damon McCarthy (USA)
- Al Dhareeh, regia di Eltayeb Mahdi (Egitto)
- O Ensaio, regia di Tamar Guimarães (Brasile, Danimarca)
- False Belief, regia di Lene Berg (Norvegia)
- Film Festival Film, regia di Mpumelelo Mcata e Perivi Katjavivi (Sudafrica, Namibia, Regno Unito)
- Fordlandia Malaise, regia di Susana de Sousa Dias (Portogallo)
- Idhi Katha Matramena, regia di Yugantar (India)
- It's a Long Way from Amphioxus, regia di Kamal Aljafari (Germania)
- Jagdpartie, regia di Ibrahim Shaddad (Germania Est)
- Jamal, regia di Ibrahim Shaddad (Sudan)
- Labour Power Plant, regia di Robert Schlicht e Romana Schmalisch (Francia, Germania)
- Liqa'lm yadhae, regia di Muhammed Salah (Egitto)
- Al Mahatta, regia di Eltayeb Mahdi (Sudan)
- Mai i te kei o te waka ki te ihu o te waka, regia di Jeremy Leatinu'u (Nuova Zelanda)
- Meridian, regia di Calum Walter (USA)
- The Mermaids, or Aiden in Wonderland, regia di Karrabing Film Collective (Australia)
- Parsi, regia di Eduardo Williams e Mariano Blatt (Argentina, Svizzera)
- Part One: Where There Is a Joyous Mood, There a Comrade Will Appear to Share a Glass of Wine, regia di Rosalind Nashashibit (Regno Unito, Polonia, Austria, Paesi Bassi)
- Prison Architect, regia di Cao Fei (Hong Kong, Cina)
- Rasendes Grün mit Pferden, regia di Ute Aurand (Germania)
- Shayne, regia di Stephan Geene (Germania)
- Tales from the Planet Kolkota, regia di Ruchir Joshi (India)
- Tambaku Chaakila Oob Ali, regia di Yugantar (India)
- A Tiny Place That Is Hard To Touch, regia di Shelly Silver (USA, Giappone)
- Traveling Shoes, regia di Kevin Jerome Everson (USA)
- Uutisten aika, regia di Laura Horelli (Finlandia, Namibia, Germania)
- Vever (for Barbara), regia di Deborah Stratman (USA)
- Vivir en junio con la lengua afuera, regia di Coco Fusco (USA, Cuba)
- Wa lakin alardh tadur, regia di Suliman Elnour (Unione Sovietica)

### Generation

#### Generation 14plus
- The Body Remembers When the World Broke Open, regia di Kathleen Hepburn e Elle-Máijá Tailfeathers (Canada, Norvegia)
- Bulbul Can Sing, regia di Rima Das (India)
- By the Name of Tania, regia di Mary Jimenez e Bénédicte Liénard (Paesi Bassi, Belgio)
- Cocodrilo, regia di Jorge Yúdice (Spagna)
- Espero tua (re)volta, regia di Eliza Capai (Brasile)
- Four Quartets, regia di Marco Alessi (Regno Unito)
- Goldie, regia di Sam de Jong (USA)
- Guo Chun Tian, regia di Bai Xue (Cina)
- Hölmö nuori sydän, regia di Selma Vilhunen (Finlandia, Paesi Bassi, Svezia)
- House of Hummingbird, regia di Bora Kim (Corea del Sud)
- Hush, regia di Armagan Ballantyne (Nuova Zelanda)
- Kids, regia di Michael Frei (Svizzera)
- Knives and Skin, regia di Jennifer Reeder (USA)
- Leaking Life, regia di Shunsaku Hayashi (Giappone)
- Liberty, regia di Faren Humes (USA)
- The Magic Life of V, regia di Tonislav Hristov (Finlandia, Danimarca, Bulgaria)
- Mientras las olas, regia di Delfina Gavaldá e Carmen Rivoira (Argentina)
- Mosul 980, regia di Ali Mohammed Saeed (Iraq, USA)
- Paula sans lui, regia di Maëva Bérol (Francia)
- Les petites vagues, regia di Ariane Louis-Seize (Canada)
- The Red Phallus, regia di Tashi Gyeltshen (Bhutan, Germania, Nepal)
- Ringside, regia di André Hörmann (Germania, USA)
- Los rugidos que alejan la tormenta, regia di Santiago Reale (Argentina)
- Soeurs Jarariju, regia di Jorge Cadena (Svizzera)
- Story, regia di Jola Bańkowska (Polonia)
- Tattoo, regia di Farhad Delaram (Iran)
- Tigre, regia di Delphine Deloget (Francia)
- Wī ā Ritoru Zonbīzu, regia di Makoto Nagahisa (Giappone)
- Yulia & Juliet, regia di Zara Dwinger (Paesi Bassi)

##### Fuori concorso
- Reconstructing Utøya, regia di Carl Javér (Svezia, Norvegia, Danimarca)

#### Generation Kplus
- Anbessa, regia di Mo Scarpelli (USA, Italia)
- Ani, regia di Josephine Stewart-Te Whiu (Nuova Zelanda)
- Armed Lullaby, regia di Yana Ugrekhelidze (Germania)
- Baracoa, regia di Pablo Briones, Sean Clark e Jace Freeman (Svizzera, USA, Spagna)
- City Plaza Hotel, regia di Anna Paula Hönig e Violeta Paus (Francia, Germania, Cile)
- Cleo, regia di Erik Schmitt (Germania)
- Une colonie, regia di Geneviève Dulude-De Celles (Canada)
- Daniel fait face, regia di Marine Atlan (Francia)
- Le dernier jour d'automne, regia di Marjolaine Perreten (Svizzera, Belgio, Francia)
- Dian jiao jian, regia di I-Ju Lin (Taiwan)
- Driveways, regia di Andrew Ahn (USA)
- A First Farewell, regia di Lina Wong (Cina)
- Just Me and You, regia di Sandrine Brodeur-Desrosiers (Canada, Messico)
- Kinder, regia di Nina Wesemann (Germania)
- Kokdu: A Story of Guardian Angels, regia di Kim Tae-yong (Corea del Sud)
- Lotte ja kadunud lohed, regia di Janno Põldma (Estonia, Lettonia)
- Magralen, regia di Maryam Zarei (Iran, Canada)
- Månelyst i Flåklypa, regia di Rasmus A. Sivertsen (Norvegia)
- My Extraordinary Summer with Tess, regia di Steven Wouterlood (Paesi Bassi, Germania)
- Nest, regia di Sonja Rohleder (Germania)
- Oh Corbeau! Oh Corbeau!, regia di Pierre Garcia-Rennes (Canada)
- Pappa, regia di Atle Solberg Blakseth e Einar Dunsæd (Norvegia)
- #pestverhaal, regia di Eef Hilgers (Paesi Bassi)
- Pouštět draka, regia di Martin Smatana (Repubblica Ceca, Slovacchia, Polonia)
- She-Pack, regia di Fanny Ovesen (Norvegia)
- Sune vs. Sune, regia di Jon Holmberg (Svezia)
- El tamaño de las cosas, regia di Carlos Felipe Montoya (Colombia)
- Where We Belong, regia di Jacqueline Zünd (Svizzera)

##### Fuori concorso
- 2040, regia di Damon Gameau (Australia)
- Los ausentes, regia di Jose Lomas-Hervert (Messico)
- Zibilla, regia di Isabelle Favez (Svizzera, Belgio, Francia)

A Scarred Generation: tributo per i 30 anni della Jerusalem Sam Spiegel Film School
- Chol, regia di Omri Levi (Israele)
- Diploma, regia di Yaelle Kayam (Israele)
- Eich ratsachti et Rabin, regia di Michael Alalu (Israele)
- Hatatzpitanit, regia di Noa Gusakov (Israele)
- Milhama A'Heret, regia di Nadav Gal (Israele)
- Mushkie, regia di Aleeza Chanowitz (Israele)

### Perspektive Deutsches Kino
- Berlin Bouncer, regia di David Dietl (Germania)
- Born in Evin, regia di Maryam Zaree (Germania, Austria)
- Dreissig, regia di Simona Kostova (Germania)
- Dust, regia di Udita Bhargava, India (Germania)
- Easy love, regia di Tamer Jandali (Germania)
- Die Einzelteile der Liebe, regia di Miriam Bliese (Germania)
- Fisch lernt fliegen, regia di Deniz Cooper (Germania, Austria)
- Die Grube, regia di Hristiana Raykova (Germania)
- Heute oder morgen, regia di Thomas Moritz Helm (Germania)
- Das innere Leuchten, regia di Stefan Sick (Germania)
- Off Season, regia di Henning Beckhoff (Germania)
- Oray, regia di Mehmet Akif Büyükatalay (Germania)

Proiezioni speciali
- 6Minuten66, regia di Katja e Julius Feldmeier (Germania)
- Das melancholische Mädchen, regia di Susanne Heinrich (Germania)
- Tackling Life, regia di Johannes List (Germania)

### Retrospettiva
- Alaska, regia di Dore O. (Germania Ovest)
- Alle Tage weider - Let Them Swing, regia di Margaret Raspé (Germania Ovest)
- Die Allseitig reduzierte Persönlichkeit - Redupers, regia di Helke Sander (Germania Ovest)
- Aktfotografie – z.B. Gundula Schulze, regia di Helke Misselwitz (Germania Est)
- Anni di piombo (Die bleierne Zeit), regia di Margarethe von Trotta (Germania Ovest)
- Bandits, regia di Katja von Garnier (Germania)
- Berlin – Prenzlauer Berg: Begegnungen zwischen dem 1. Mai und dem 1. Juli 1990, regia di Petra Tschörtner (Germania)
- Compartment, regia di Eva Heldmann (Germania)
- Dorian Gray im Spiegel der Boulevardpresse, regia di Ulrike Ottinger (Germania Ovest)
- Dress Rehearsal and Karola 2, regia di Christine Noll Brinckmann (Germania Ovest)
- Etwas tut weh, regia di Recha Jungmann (Germania Ovest)
- Das Fahrrad, regia di Evelyn Schmidt (Germania Est)
- Familiengruft - Ein Liebesgedicht an meine Mutter, regia di Maria Lang (Germania Ovest)
- Der Fater, regia di Christine Noll Brinckmann (Germania Ovest)
- Female Misbehavior, regia di Monika Treut (Germania)
- Ein Fest für Beyhan, regia di Ayşe Polat (Germania)
- Fraueninitiative Scharnhorst, regia di Katrin Seybold (Germania Ovest)
- Für Frauen 1. Kapitel, regia di Cristina Perincioli (Germania Ovest)
- Gemäldegalerie, regia di Sieglinde Hamacher (Germania Est)
- Der gläserne Himmel, regia di Nina Grosse (Germania Ovest)
- Das Glück meiner Schwester, regia di Angela Schanelec (Germania)
- Heim, regia di Angelika Andrees e Petra Tschörtner (Germania Est)
- Heimweh nach Rügen oder 'Gestern noch war ich Köchin', regia di Róza Berger-Fiedler (Germania Est)
- Ich denke oft an Hawaii, regia di Elfi Mikesch (Germania Ovest)
- Im Innern des Wals, regia di Doris Dörrie (Germania Ovest)
- Im Kreis der Lieben, regia di Hermine Huntgeburth (Germania)
- Kennen Sie Urban?, regia di Ingrid Reschke (Germania Est)
- Kribus-Krabus-Domine, regia di Carmen Tartarotti (Germania Ovest)
- Malou, regia di Jeanine Meerapfel (Germania Ovest)
- Manöver, regia di May Spils (Germania Ovest)
- Miss World, regia di Barbara Marheineke (Germania)
- Mit Haut und Haar, regia di Martina Döcker e Crescentia Dünßer (Germania)
- Die Mitspeisenden, regia di Hermine Huntgeburth (Germania Ovest)
- The Cat Has Nine Lives (Neun Leben hat die Katze), regia di Ula Stöckl (Germania Ovest)
- Nie wieder schlafen, regia di Pia Frankenberg (Germania)
- Peppermint Frieden, regia di Marianne Rosenbaum (Germania Ovest)
- Blind Spot (Die Reise nach Lyon), regia di Claudia von Alemann (Germania Ovest)
- Sie, regia di Gitta Nickel (Germania Est)
- Sotto il selciato c'è la spiaggia (Unter dem Pflaster ist der Strand), regia di Helma Sanders-Brahms (Germania Ovest)
- Die Taube auf dem Dach, regia di Iris Gusner (Germania Est)
- Töchter zweier Welten, regia di Serap Berrakkarasu (Turchia, Germania)
- Tue recht und scheue niemand - Das Leben der Gerda Siepebrink, regia di Jutta Brückner (Germania Ovest)
- Umweg, regia di Ute Aurand e Ulrike Pfeiffer (Germania Ovest)
- Verriegelte Zeit, regia di Sibylle Schönemann (Germania)
- Von wegen "Schicksal", regia di Helga Reidemeister (Germania Ovest)
- Die Wahrheit um den Froschkönig, regia di Sieglinde Hamacher (Germania Est)
- Wer fürchtet sich vorm schwarzen Mann, regia di Helke Misselwitz (Germania Est)
- Zärtlichkeiten, regia di Maria Lang (Germania Ovest)
- Zur Sache Schätzchen, regia di May Spils (Germania Ovest)

#### Berlinale Classics
- Adozione (Örökbefogadás), regia di Márta Mészáros (Ungheria)
- Falsa identità (Die Sieger), regia di Dominik Graf (Germania)
- Jagko, regia di Im Kwon-taek (Corea del Sud)
- Ordet - La parola (Ordet), regia di Carl Theodor Dreyer (Danimarca)
- Partita d'azzardo (Destry Rides Again), regia di George Marshall (USA)
- Ung flukt, regia di Edith Carlmar (Norvegia)

### Homage
- 45 anni (45 Years), regia di Andrew Haigh (Regno Unito)
- La caduta degli dei, regia di Luchino Visconti (Italia, Germania Ovest)
- Hannah, regia di Andrea Pallaoro (Italia, Francia, Belgio)
- The Look, regia di Angelina Maccarone (Germania, Francia)
- Max amore mio (Max mon amour), regia di Nagisa Ōshima (Francia, USA)
- Il portiere di notte, regia di Liliana Cavani (Italia)
- Sotto la sabbia (Sous le sable), regia di François Ozon (Francia, Giappone)
- Stardust Memories, regia di Woody Allen (USA)
- Swimming Pool, regia di François Ozon (Francia, Regno Unito)
- Il verdetto (The Verdict), regia di Sidney Lumet (USA)
- Verso il sud (Vers le sud), regia di Laurent Cantet (Francia, Canada, Belgio)

### Culinary Cinema
- Aruna & Lidahnya, regia di Edwin (Indonesia, Corea del Sud, Singapore)
- Chef's Table - Episodio Asma Khan, regia di Zia Mandviwalla (USA)
- Chef's Table - Episodio Mashama Bailey, regia di Abigail Fuller (USA)
- Complicity, regia di Kei Chikaura (Giappone, Cina, Francia)
- Delband, regia di Yaser Talebi (Iran)
- La fattoria dei nostri sogni (The Biggest Little Farm), regia di John Chester (USA)
- Ghost Fleet, regia di Shannon Service e Jeffrey Waldron (USA)
- The Heat: A Kitchen (R)evolution, regia di Maya Gallus (Canada)
- La herencia del viento, regia di Alejandra Retana, César Camacho e César Hernández (Messico)
- Sembradoras de vida, regia di Alvaro e Diego Sarmiento (Perù)
- When Tomatoes Met Wagner, regia di Marianna Economou (Grecia)
- Y en cada lenteja un dios, regia di Miguel Ángel Jiménez (Spagna)

### NATIVe - A Journey into Indigenous Cinema
- Blackbird, regia di Amie Batalibasi (Australia)
- Busong, regia di Auraeus Solito (Filippine)
- For My Father's Kingdom, regia di Vea Mafile'o e Jeremiah Tauamiti (Nuova Zelanda)
- Liliu, regia di Jeremiah Tauamiti (Nuova Zelanda)
- Mababangong Bangungot, regia di Kidlat Tahimik (Filippine)
- Memoria, regia di Kamila Andini (Indonesia)
- Merata: How Mum Decolonised the Screen, regia di Heperi Mita (Nuova Zelanda)
- One Thousand Ropes, regia di Tusi Tamasese (Nuova Zelanda)
- Out of State, regia di Ciara Lacy (USA)
- She Who Must Be Loved, regia di Erica Glynn (Australia)
- Snow in Paradise, regia di Nikki Si'ulepa e Justine Simei-Barton (Nuova Zelanda, USA)
- Stones, regia di Ty Sanga (USA)
- Tanna, regia di Martin Butler e Bentley Dean (Australia, Vanuatu)
- Toa'ipuapuagā, regia di Vea Mafile'o (Nuova Zelanda)
- Vai, di registi vari (Nuova Zelanda)
- Va Tapuia, regia di Tusi Tamasese (Nuova Zelanda, Samoa)

## Premi

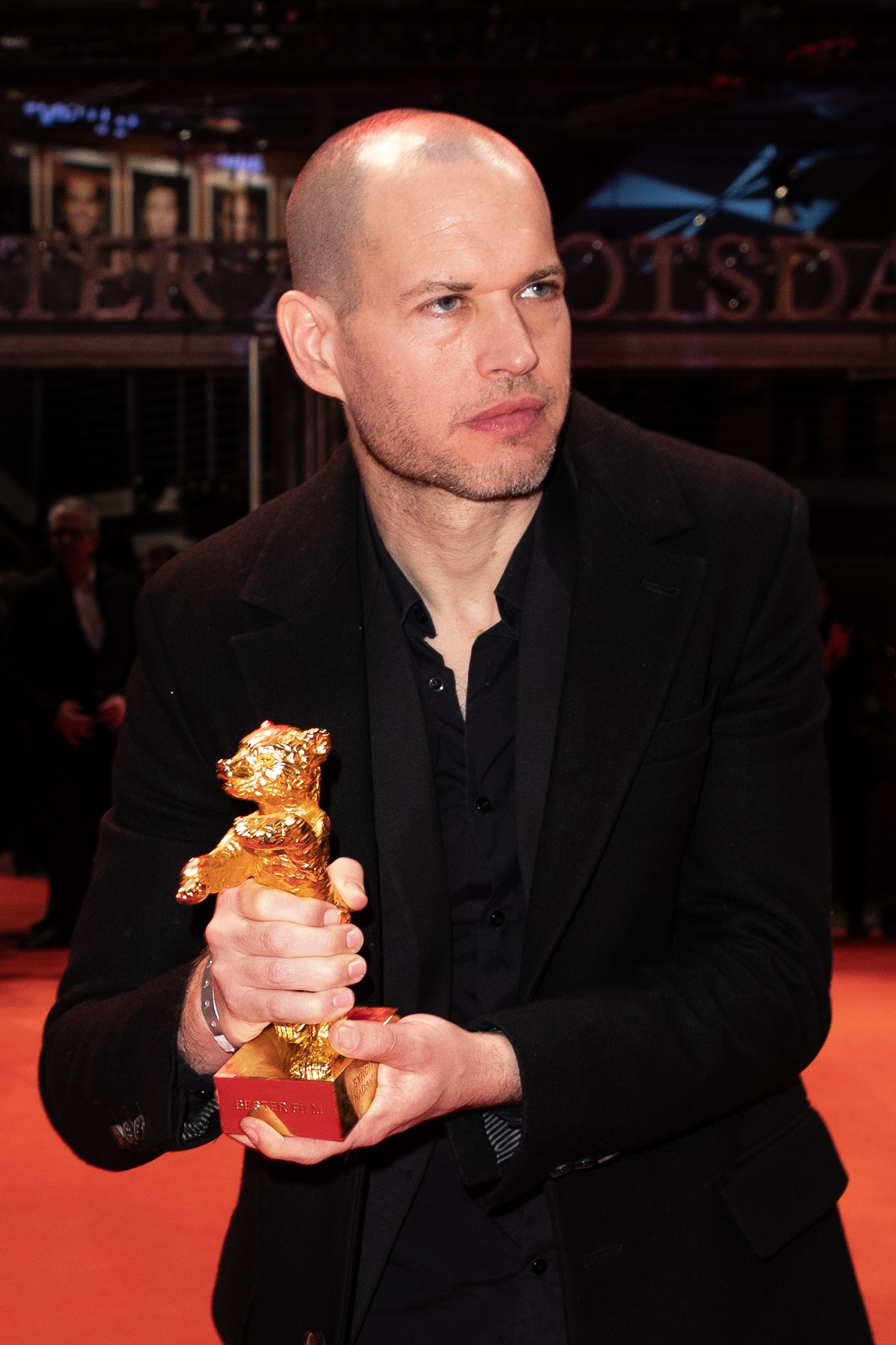
Nadav Lapid, vincitore dell'Orso d'oro per Synonymes

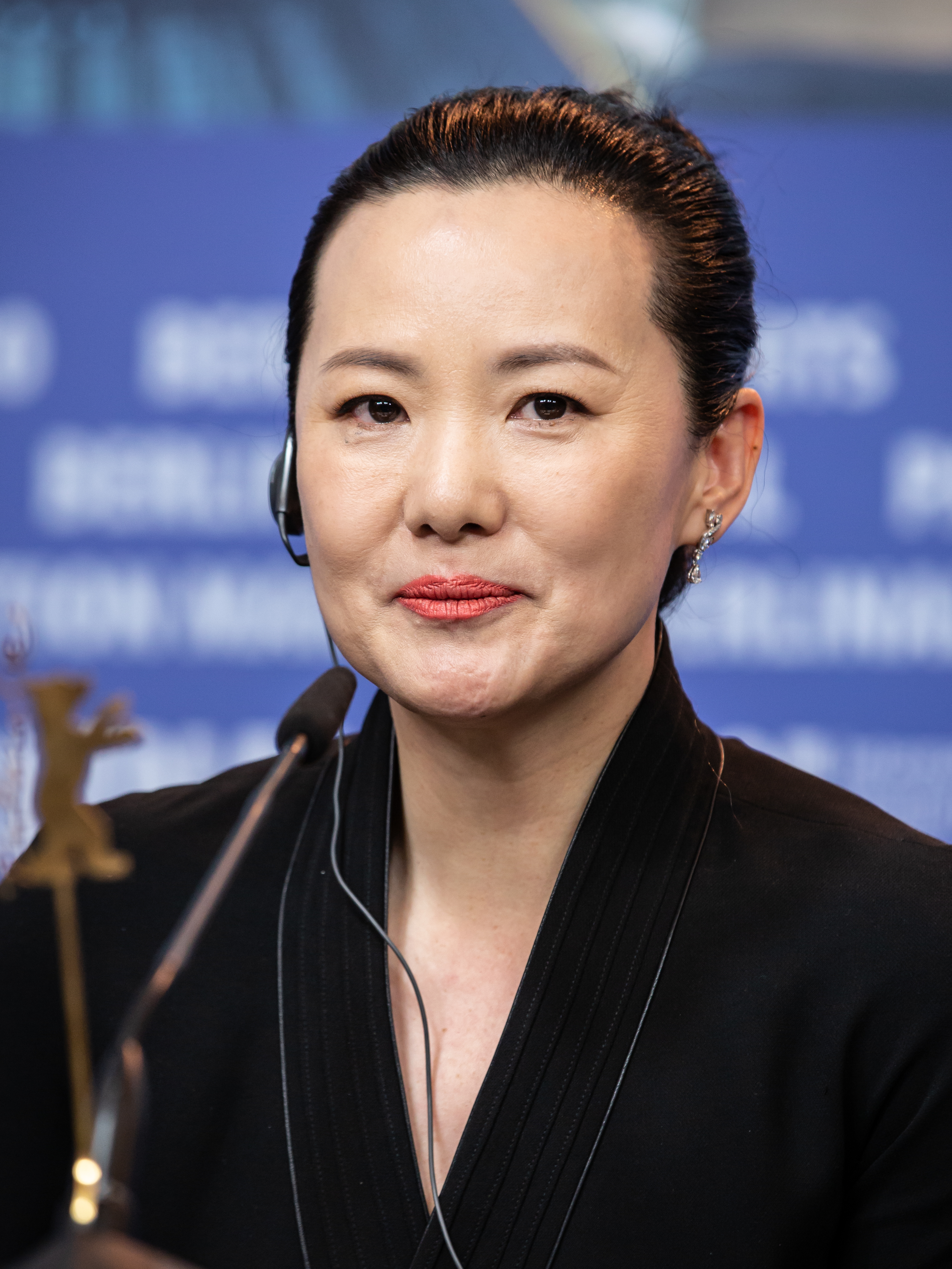
Yong Mei, Orso d'argento per la miglior attrice per Dìjiǔtiāncháng

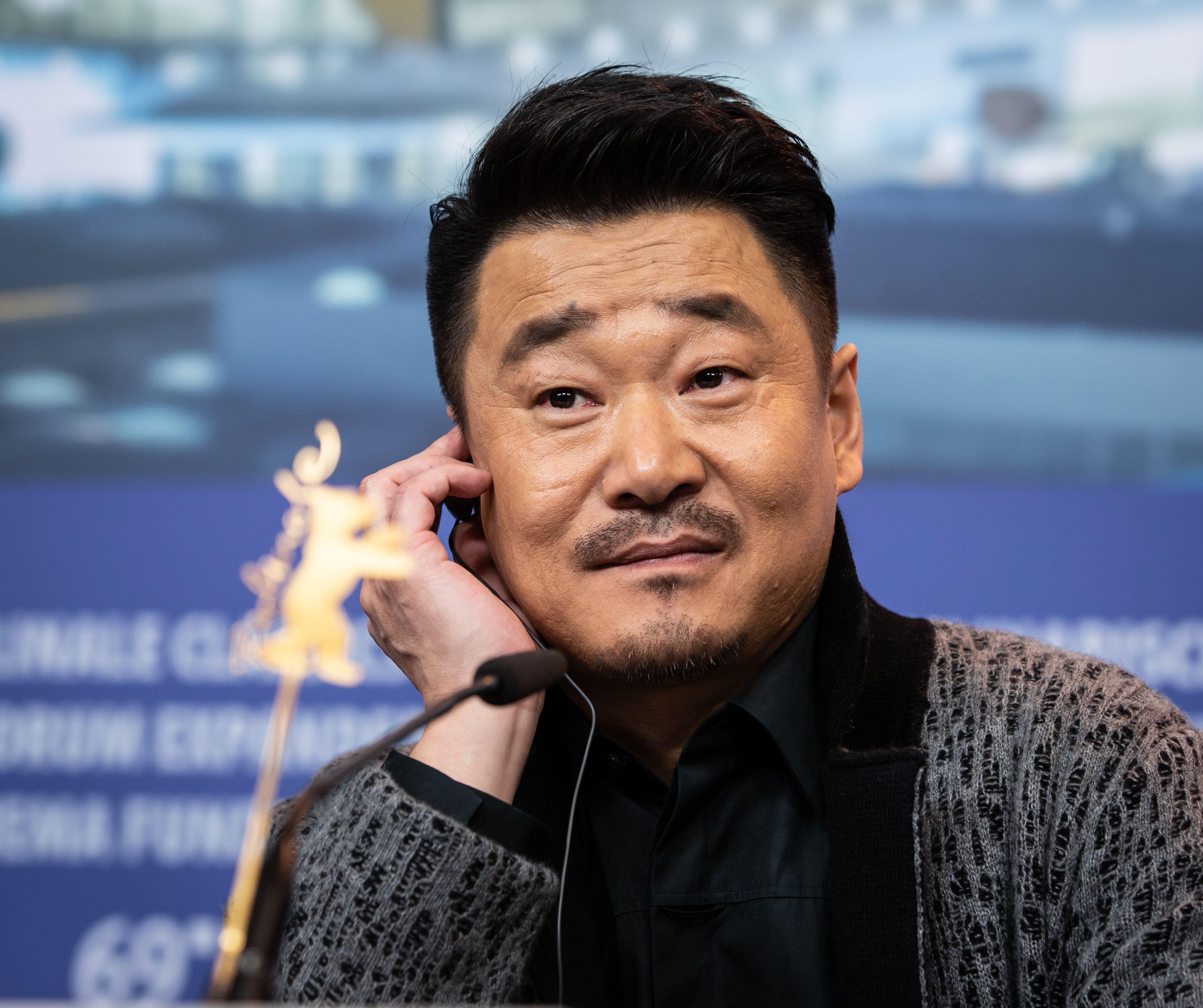
Wang Jingchun, Orso d'argento per il miglior attore per Dìjiǔtiāncháng

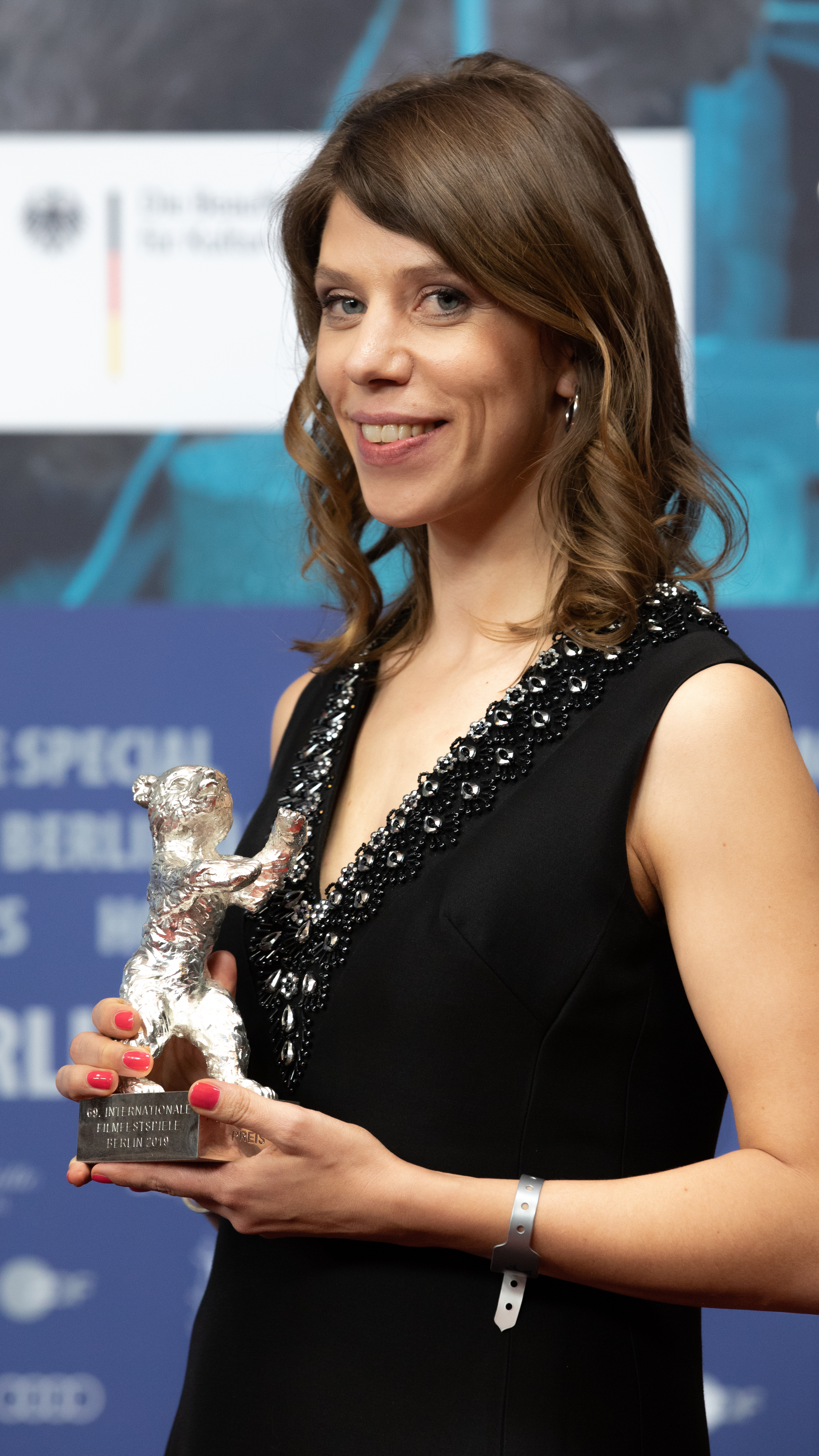
Nora Fingscheidt, Premio Alfred Bauer per Systemsprenger

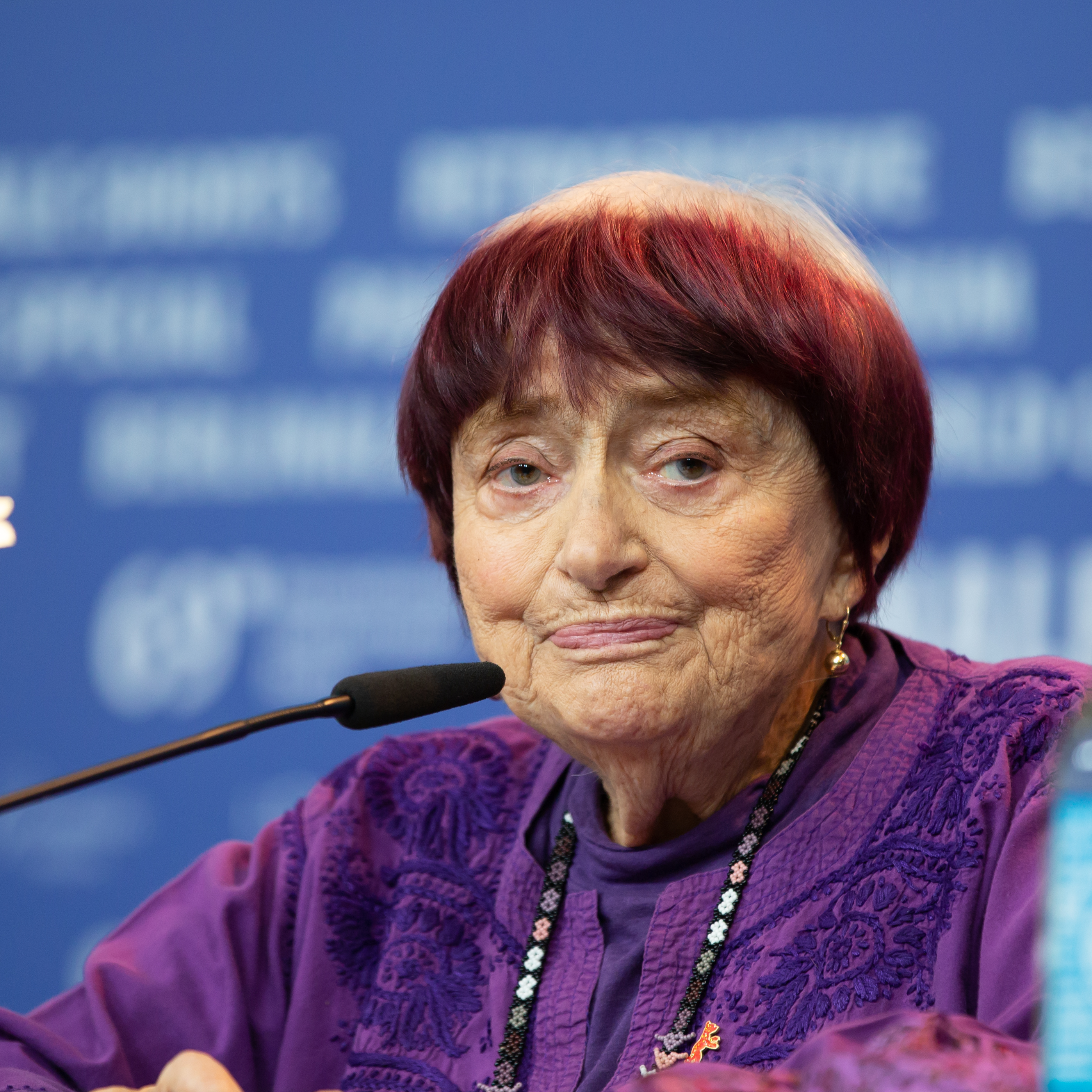
La regista Agnès Varda, una delle vincitrici della Berlinale Kamera

### Premi della giuria internazionale
- Orso d'oro per il miglior film: Synonymes di Nadav Lapid
- Orso d'argento, gran premio della giuria: Grazie a Dio di François Ozon
- Orso d'argento per il miglior regista: Angela Schanelec per Ich war zuhause, aber
- Orso d'argento per la migliore attrice: Yong Mei per Dìjiǔtiāncháng
- Orso d'argento per il miglior attore: Wang Jingchun per Dìjiǔtiāncháng
- Orso d'argento per la migliore sceneggiatura: Maurizio Braucci, Claudio Giovannesi e Roberto Saviano per La paranza dei bambini
- Orso d'argento per il miglior contributo artistico: Rasmus Videbæk per la fotografia di Out Stealing Horses - Il passato ritorna (Ut og stjæle hester)
- Premio Alfred Bauer: Systemsprenger di Nora Fingscheidt

### Premi onorari
- Orso d'oro alla carriera: Charlotte Rampling
- Berlinale Kamera: Agnès Varda, Herrmann Zschoche, Wieland Speck, Sandra Schulberg

### Premi della giuria "Opera prima"
- Miglior opera prima: Oray di Mehmet Akif Büyükatalay

### Premi della giuria "Documentari"
- Miglior documentario: Talking About Trees di Suhaib Gasmelbari

### Premi della giuria "Cortometraggi"
- Orso d'oro per il miglior cortometraggio: Umbra di Florian Fischer e Johannes Krell
- Orso d'argento, premio della giuria (cortometraggi): Blue Boy di Manuel Abramovich
- Berlin Short Film Nominee for the European Film Awards: Suc de sindria di Irene Moray
- Audi Short Film Award: Rise di Bárbara Wagner e Benjamin de Burca
- Menzione speciale: Omarska di Varun Sasindran

### Premi delle giurie "Generation"
- Children's Jury Generation Kplus
- Orso di cristallo per il miglior film: Une colonie di Geneviève Dulude-De Celles
- Menzione speciale: Daniel fait face di Marine Atlan
- Orso di cristallo per il miglior cortometraggio: Just Me and You di Sandrine Brodeur-Desrosiers
- Menzione speciale: #pestverhaal di Eef Hilgers

- International Jury Generation Kplus
- Grand Prix per il miglior film: A First Farewell di Lina Wong
- Menzione speciale: My Extraordinary Summer with Tess di Steven Wouterlood
- Special Prize per il miglior cortometraggio: El tamaño de las cosas di Carlos Felipe Montoya
- Menzione speciale: Pappa di Atle Solberg Blakseth e Einar Dunsæd

- Youth Jury Generation 14plus
- Orso di cristallo per il miglior film: Hölmö nuori sydän di Selma Vilhunen
- Menzione speciale: Wī ā Ritoru Zonbīzu di Makoto Nagahisa
- Orso di cristallo per il miglior cortometraggio: Tattoo di Farhad Delaram
- Menzione speciale: Four Quartets di Marco Alessi

- International Jury Generation 14plus
- Grand Prix per il miglior film: House of Hummingbird di Bora Kim
- Menzione speciale: Bulbul Can Sing di Rima Das
- Special Prize per il miglior cortometraggio: Liberty di Faren Humes
- Menzione speciale: Soeurs Jarariju di Jorge Cadena

### Premi delle giurie indipendenti
- Guild Film Prize: Dio è donna e si chiama Petrunya di Teona Strugar Mitevska
- Peace Film Prize: Espero tua (re)volta di Eliza Capai
- Premio Heiner Carow: Schönheit & Vergänglichkeit di Annekatrin Hendel
- Premio Caligari: Heimat ist ein Raum aus Zeit di Thomas Heise
- Amnesty International Film Prize: Espero tua (re)volta di Eliza Capai
- Premio della giuria ecumenica:
  - Competizione: Dio è donna e si chiama Petrunya di Teona Strugar Mitevska
  - Panorama: Buoyancy di Rodd Rathjen
  - Menzione speciale: Midnight Traveler di Hassan Fazili
  - Forum: Erde di Nikolaus Geyrhalter
- Premio FIPRESCI:
  - Competizione: Synonymes di Nadav Lapid
  - Panorama: Dafne di Federico Bondi
  - Forum: Die Kinder der Toten di Kelly Copper e Pavol Liska
- Premio CICAE:
  - Panorama: 37 Seconds di HIKARI
  - Forum: Nos défaites di Jean-Gabriel Périot
- Teddy Award:
  - Miglior lungometraggio: Breve historia del planeta verde di Santiago Loza
  - Miglior documentario: Lemebel di Joanna Reposi Garibaldi
  - Miglior cortometraggio: Entropia di Flóra Anna Buda
  - Premio della giuria: A Dog Barking at the Moon di Zi Xiang
  - Premio dei lettori del sito Queer.de:  Breve historia del planeta verde di Santiago Loza
  - Teddy speciale: Falk Richter

### Premi dei lettori e del pubblico
- Premio del pubblico (sez. Panorama):

Film: 37 Seconds di HIKARI
2º posto: Šavovi di Miroslav Terzić
3º posto: Buoyancy di Rodd Rathjen
Documentario: Talking About Trees di Suhaib Gasmelbari
2º posto: Midnight Traveler di Hassan Fazili
3º posto: Shooting the Mafia di Kim Longinotto
- Premio dei lettori del Berliner Mongerpost: Systemsprenger di Nora Fingscheidt
- Premio dei lettori del Tagesspiegel: Monsters di Marius Olteanu